# Нейродегенеративное заболевание
Нейродегенеративные заболевания (греч. νέυρο-, нейро-, «нервы-» и лат. dēgenerāre, «вырождаться») — группа в основном медленно прогрессирующих, наследственных или приобретённых заболеваний нервной системы. Общим для этих заболеваний является прогрессирующая гибель нервных клеток (нейродегенерация), ведущая к различным неврологическим симптомам — прежде всего, к деменции и нарушению движений. Заболевания могут наступить в различном возрасте, протекают диффузно или генерализированно, гистологически определяется специфический тип изменений.

## Список нейродегенеративных заболеваний
К нейродегенеративным заболеваниям относятся (по Mackenzie et al.):
Таупатии:
- Болезнь Альцгеймера
- Прогрессирующий супрануклеарный парез взора
- Кортикобазальная дегенерация
- Болезнь серебряного зерна
- Фронтотемпоральная деменция и паркинсонизм 17 хромосомы (FTDP-17)
- Болезнь Пика

Патоморфологическая основа этой группы НДЗ - чрезмерное фосфорилирование белка, называемого таупротеином и его фиксация в клетках головного мозга в виде своеобразных патологических структур. Этот процесс нарушает жизнедеятельность нейрона.
Синуклеинопатии:
- Болезнь Паркинсона
- Деменция с тельцами Леви
- Мультисистемная атрофия

Для этой группы  характерно накопление в клетках мозга α-синуклеина, представляющего комплекс из 35 аминокислот. Из этого белка образуются 
различные структуры, приводящие к гибели клеток. Первыми симптомами обычно бывают двигательные расстройства, позднее развивается деменция. У некоторых больных отмечается наряду с накоплением  α-синуклеина, отмечается отложение и β-амилоида, типичного для таупатий.
TDP-43 протеинопатия:
- Дегенерация фронтотемпоральных долей с TDP-43 (FTLD-TDP)

Фузопатии:
- Дегенерация фронтотемпоральных долей с FUS (FTLD-FUS)
- Заболевание включения промежуточных нитей нейронов (англ. Neuronal intermediate filament inclusion disease (NIFID))
- Заболевание включения базофильных телец (англ. Basophilic inclusion body disease (BIBD))

Тринуклеотидные заболевания:
- Хорея Хантингтона
- Спинобульбарная мышечная атрофия, тип Кеннеди
- Атаксия Фридрейха
- Спиноцеребеллярная атаксия
- Дендаторубро-паллидолуизальная атрофия (DRPLA)

Наследственные болезни, характерное свойство которых нарастающее количество повторов цепочек аминокислот тринуклеотидов. Достижение определенного критического количества повторов тринуклеотидов определяет вероятность заболеть равной 100%. Это носит название динамической мутации. В последующих поколениях число тринуклеотидных повторов неуклонно нарастает, что приводит к утяжелению течения заболевания. Это называется генетическая антиципация.
Прионные заболевания:
- Болезнь Крейтцфельдта — Якоба
- Синдром Герстмана — Штраусслера — Шейнкера
- Фатальная семейная бессонница
- Куру

Заболевания мотонейрона
- Боковой амиотрофический склероз
- Первичный боковой склероз
- Спинальная мышечная атрофия

Нейроаксональные дистрофии
- Инфантильная нейроаксональная дистрофия
- Нейродегенерация с отложением железа в мозге

Неклассифицированные заболевания
- Дегенерация фронтотемпоральных долей с убиквитин-протеаза-системой (FTLD-UPS)
- Семейная энцефалопатия с включениями нейросерпина